# 현수환
가환대수학에서 현수환(懸垂環, 영어: catenary ring)은 두 소 아이디얼 사이의 상대 높이가 잘 정의되는 가환환이다. 대수기하학에서 흔히 등장하는 거의 모든 뇌터 환은 현수환이다.

## 정의

### 현수 부분 순서 집합
부분 순서 집합 {\displaystyle (S,\leq )} 속의 유한 길이의 사슬 {\displaystyle a_{0}\leq a_{1}\leq \cdots \leq a_{n}}에 대하여, 새 원소를 추가할 수 없다면 (즉, 임의의 {\displaystyle 1\leq i\leq n}에 대하여 {\displaystyle a_{i-1}\leq a'\leq a_{i}}인 원소 {\displaystyle a'}이 존재할 수 없다면), 이 사슬을 포화 사슬(영어: saturated chain)이라고 한다. 부분 순서 집합 {\displaystyle (S,\leq )}가 다음 두 조건을 만족시킨다면, 현수 부분 순서 집합(懸垂部分順序集合, 영어: catenary poset)이라고 한다.
- 임의의 두 원소 {\displaystyle p\leq q}에 대하여, {\displaystyle p}를 최소 원소로, {\displaystyle q}를 최대 원소로 하는 가는 사슬의 크기는 항상 유한하다.
- 임의의 두 원소 {\displaystyle p\leq q}에 대하여, {\displaystyle p}를 최소 원소로, {\displaystyle q}를 최대 원소로 하는 가는 모든 포화 사슬의 크기는 같다.

### 현수환
가환환 {\displaystyle R}의 소 아이디얼들의 부분 순서 집합이 현수 부분 순서 집합이라면, {\displaystyle R}를 현수환(懸垂環, 영어: catenary ring)이라고 한다.
마찬가지로, 위상 공간 {\displaystyle X}의 공집합이 아닌 기약 닫힌집합들의 부분 순서 집합이 부분 순서 집합이 현수 부분 순서 집합이라면, {\displaystyle X}를 현수 공간(懸垂空間, 영어: catenary space)이라고 한다. 현수 스킴(懸垂scheme, 영어: catenary scheme)은 위상 공간으로서 현수 공간인 스킴이다.
대수기하학적으로, 소 아이디얼 {\displaystyle {\mathfrak {p}}\in \operatorname {Spec} R}은 닫힌 부분 스킴 {\displaystyle \operatorname {Spec} (R/{\mathfrak {p}})\subseteq \operatorname {Spec} R}에 대응한다. 현수환 조건은 이러한 두 닫힌 부분 스킴의 상대 크룰 차원이 일정함을 뜻한다.

### 보편 현수환
가환환 {\displaystyle R} 위의 모든 유한 생성 가환 결합 대수가 현수환이라면, {\displaystyle R}를 보편 현수환(普遍懸垂環, 영어: universally catenary ring)이라고 한다. 마찬가지로, 스킴 {\displaystyle X} 위의 모든 국소 유한형 스킴 {\displaystyle Y\to X}가 현수 스킴이라면, {\displaystyle X}를 보편 현수 스킴(普遍懸垂scheme, 영어: universally catenary scheme)이라고 한다.

## 성질
가환 뇌터 국소환에 대하여 다음과 같은 함의 관계가 존재한다.
가환 뇌터 국소환 ⊋ 뇌터 현수 국소환 ⊋ 뇌터 보편 현수 국소환 ⊋ 코언-매콜리 국소환 ⊋ 고런스틴 국소환 ⊋ 정칙 국소환
모든 데데킨트 정역은 보편 현수환이다. 모든 완비 뇌터 국소환은 보편 현수환이다.
보편 현수환의 임의의 곱셈 부분 모노이드에서의 국소화는 보편 현수환이다. 보편 현수환 위의 유한 생성 가환 결합 대수는 보편 현수환이다.

### 국소성
가환환 {\displaystyle R}에 대하여, 다음 세 조건들이 서로 동치이다.
- 현수환이다.
- 모든 소 아이디얼 {\displaystyle {\mathfrak {p}}}에 대하여, {\displaystyle R_{\mathfrak {p}}}는 국소 현수환이다.
- 모든 극대 아이디얼 {\displaystyle {\mathfrak {m}}}에 대하여, {\displaystyle R_{\mathfrak {m}}}는 국소 현수환이다.

가환 뇌터 환 {\displaystyle R}에 대하여, 다음 세 조건들이 서로 동치이다.
- 보편 현수환이다.
- 모든 소 아이디얼 {\displaystyle {\mathfrak {p}}}에 대하여, {\displaystyle R_{\mathfrak {p}}}는 국소 보편 현수환이다.
- 모든 극대 아이디얼 {\displaystyle {\mathfrak {m}}}에 대하여, {\displaystyle R_{\mathfrak {m}}}는 국소 보편 현수환이다.

### 차원 공식
다음과 같은 데이터가 주어졌다고 하자.
- 뇌터 정역 {\displaystyle R} 및 그 위의 유한 생성 가환 결합 대수 {\displaystyle S\supseteq R}. 또한 {\displaystyle S} 역시 정역이다.
- {\displaystyle S}의 소 아이디얼 {\displaystyle {\mathfrak {q}}\in \operatorname {Spec} S} 및 {\displaystyle R}의 소 아이디얼 {\displaystyle {\mathfrak {p}}={\mathfrak {q}}\cap R\in \operatorname {Spec} R}

그렇다면, 다음이 성립한다.
{\displaystyle \operatorname {ht} ({\mathfrak {q}})\leq \operatorname {ht} ({\mathfrak {p}})+\operatorname {tr\,deg} _{R}S-\operatorname {tr\,deg} _{\operatorname {Frac} (R/{\mathfrak {p}})}(\operatorname {Frac} (S/{\mathfrak {q}}))}
여기서
- {\displaystyle \operatorname {Frac} }은 정역의 분수체를 뜻한다.
- {\displaystyle \operatorname {ht} }는 아이디얼의 높이를 뜻한다.
- {\displaystyle \operatorname {tr\,deg} }는 체의 확대의 초월 차수를 뜻한다.

만약 {\displaystyle R}가 추가로 보편 현수환이라면, 위 부등식은 등식이 된다.

## 같이 보기
- 환론
- 국소환
- 가환환